# Hirvasjärvi (sjö i Lappland, lat 67,78, long 24,47)
Hirvasjärvi är en sjö i Finland. Den ligger i kommunen Kittilä i landskapet Lappland, i den norra delen av landet, 800 km norr om huvudstaden Helsingfors. Hirvasjärvi ligger 249,2 meter över havet.Arean är 4,8 hektar och strandlinjen är 0,88 kilometer lång. Sjön  ingår i Kemi älvs huvudavrinningsområde. 